# Husky Kihal
 (octobre 2024).
La mise en forme du texte ne suit pas les recommandations de Wikipédia : il faut le « wikifier ».
Les points d'amélioration suivants sont les cas les plus fréquents. Le détail des points à revoir est peut-être précisé sur la page de discussion.
- Les titres sont pré-formatés par le logiciel. Ils ne sont ni en capitales, ni en gras.
- Le texte ne doit pas être écrit en capitales (les noms de famille non plus), ni en gras, ni en italique, ni en « petit »…
- Le gras n'est utilisé que pour surligner le titre de l'article dans l'introduction, une seule fois.
- L'italique est rarement utilisé : mots en langue étrangère, titres d'œuvres, noms de bateaux, etc.
- Les citations ne sont pas en italique mais en corps de texte normal. Elles sont entourées par des guillemets français : « et ».
- Les listes à puces sont à éviter, des paragraphes rédigés étant largement préférés. Les tableaux sont à réserver à la présentation de données structurées (résultats, etc.).
- Les appels de note de bas de page (petits chiffres en exposant, introduits par l'outil «  Source ») sont à placer entre la fin de phrase et le point final[comme ça].
- Les liens internes (vers d'autres articles de Wikipédia) sont à choisir avec parcimonie. Créez des liens vers des articles approfondissant le sujet. Les termes génériques sans rapport avec le sujet sont à éviter, ainsi que les répétitions de liens vers un même terme.
- Les liens externes sont à placer uniquement dans une section « Liens externes », à la fin de l'article. Ces liens sont à choisir avec parcimonie suivant les règles définies. Si un lien sert de source à l'article, son insertion dans le texte est à faire par les notes de bas de page.
- La présentation des références doit suivre les conventions bibliographiques. Il est recommandé d'utiliser les modèles {{Ouvrage}}, {{Chapitre}}, {{Article}}, {{Lien web}} et/ou {{Bibliographie}}. Le mode d'édition visuel peut mettre en forme automatiquement les références.
- Insérer une infobox (cadre d'informations à droite) n'est pas obligatoire pour parachever la mise en page.

Pour une aide détaillée, merci de consulter Aide:Wikification.
Si vous pensez que ces points ont été résolus, vous pouvez retirer ce bandeau et améliorer la mise en forme d'un autre article.
Husky Kihal, né le 31 décembre 1961 à Lyon est un acteur français notamment connu pour son rôle de Henri Fournier dans Astrid et Raphaëlle (France 2).

## Biographie
Né en 1961, Husky Kihal commence sa carrière dans des films tels que Recto-verso, J'invente rien et Le Battement d'ailes du papillon.
Il interprète également des rôles au théâtre, mais aussi à la télévision notamment dans les séries En famille, Avocats et Associés, HPI... Depuis 2019, il joue Henri Fournier, médecin légiste, dans la série France 2 à succès Astrid et Raphaëlle, aux côtés de Sara Mortensen et Lola Dewaere.

## Filmographie

### Cinéma

#### Longs-métrages
- 1999 : Recto-verso de Jean-Marc Longval
- 1999 : Nos vies heureuses de Jacques Maillot
- 2000 : Le Battement d'ailes du papillon de Laurent Firode
- 2000 : Quand on sera grand de Renaud Cohen
- 2002 : Une affaire qui roule de Éric Veniard
- 2002 : Aram de Robert Kechichian
- 2005 : Avant qu'il ne soit trop tard de Laurent Dussaux
- 2005 : Quartier VIP de Laurent Firode
- 2005 : La vie est à nous ! de Gérard Krawczyk
- 2005 : De particulier à particulier de Brice Cauvin
- 2005 : La Pomme de Newton de Laurent Firode
- 2006 : J'invente rien de Michel Leclerc
- 2007 : Taxi 4 de Gérard Krawczyk
- 2008 : Les Liens du sang de Jacques Maillot
- 2008 : Bouquet final de Michel Delgado
- 2008 : 48 heures par jour de Catherine Castel
- 2009 : Le Nom des gens de Michel Leclerc
- 2009 : Le Vilain d'Albert Dupontel
- 2011 : Ma part du gâteau de Cédric Klapisch
- 2011 : La Proie de Éric Valette
- 2012 : Hénaut Président de Michel Muller
- 2014 : La Braconne de Samuel Rondière
- 2016 : Les Têtes de l'emploi d'Alexandre Charlot et Franck Magnier
- 2017 : Loue-moi ! de Coline Assous et Virginie Schwartz
- 2017 : 100 Kilos d'étoiles de Marie-Sophie Chambon
- 2017 : Andy de Julien Weill
- 2018 : La Vie scolaire de Grand Corps Malade et Mehdi Idir
- 2018 : Hors normes d'Éric Toledano et Olivier Nakache
- 2020 : Les Tuche 4 d'Olivier Baroux

#### Courts-métrages
- 2018 : Les Derniers oiseaux de Benoît Pannetier
- 2023 : Meringue Club de Jean-Sébastien Zahm

### Télévision
- 2009 : Plus belle la vie de Hubert Besson (dans le rôle de Jipé Martineau)
- 2018 : Missions de Julien Lacombe
- 2018 : Biggie de Murielle Magellan
- 2019 - en cours : Astrid et Raphaëlle d'Elsa Bennett et Hippollite Dard
- 2019 : Les Bracelets rouges de Christophe Campos
- 2019 : Tandem de Lionel Chatton
- 2019 : L'Effondrement de Guillaume Desjardins, Jérémy Bernard et Bastien Ughetto
- 2020 : HPI de Laurent Tuel
- 2020 : Rebecca de Didier Le Pêcheur
- 2020 : On n’efface pas les souvenirs de Adeline Darraux
- 2021 : Fugueuse de Jérôme Cornuau
- 2022 : Le Code de Bénédicte Delmas
- 2022 : Narvalo de Matthieu Longatte
- 2022 : Meurtres dans le Cantal de Sandrine Cohen